# Кікбоксер 5: Спокута
Кікбоксер 5: Спокута (англ. Kickboxer 5: The Redemption) — американський бойовик, знятий в 1995 році.

## Сюжет
Метт Рівз, завершивши свою спортивну кар'єру, удосконалює майстерність, викладає бойові мистецтва й тренує свого друга Джонні Стайлса. За порадою Метта, Джонні відмовляється підписувати контракт із незаконною федерацією з Південної Африки й Метт знаходить свого учня мертвим. Для того, щоб помститися Метт вирушає до ПАР, де знаходить убивцю в приналежному йому приватному казино.

## У ролях
- Марк Дакаскос — Метт Рівз
- Джеймс Райан — містер Негаал
- Джофф Мід — Пол Крофт
- Тоні Капрарі — Мун
- Грег Леттер — Боллен
- Дуан Портер — Булл
- Джордж Мулман — Пінто
- Рулан Бут — Енжі
- Роберт Вайтхед — Тіто
- Денні Пірс — Джонні

## Цікаві факти
- Спочатку було заплановано зняти і шосту частину фільму, де головну роль знову повинен був зіграти Марк Дакаскос, цього разу його герой повинен був битися проти Тонга По. Однак, коли п'ята частина не принесла пристойний прибуток, ідея була відкинута.